# Katies Sehnsucht
Katies Sehnsucht (Originaltitel: Stealing Home) ist ein US-amerikanischer Spielfilm aus dem Jahr 1988. Die Regie führten Steven Kampmann und William Porter, die ebenfalls das Drehbuch schrieben. Die Hauptrollen spielten Jodie Foster, Mark Harmon, Harold Ramis sowie William McNamara.

## Handlung
Billy, ein heruntergekommener Baseballspieler, soll für die Asche seiner durch Suizid umgekommenen Jugendfreundin Katie einen letzten Ort finden. Bei dieser Aufgabe erinnert er sich nochmals seiner ganzen Jugendzeit, seiner Erlebnisse mit Katie, seines Schocks durch den Verlust seines Vaters, seiner Baseballkarriere und seiner sexuellen Initiation.
Jahr 1986: Billy Wyatt, ein ausgebrannter Ex-Baseballspieler, ist 38 und fristet in schmuddeligen Motels ein Lotterdasein. Ein Anruf seiner Mutter informiert ihn über den Selbstmord von Katie Chandler und darüber, dass sie ihm ihre Asche hinterlassen hat. Billy muss zum ersten Mal seit einer längeren Zeit nach Hause kommen. Er möchte sich vor der Verantwortung drücken, die Asche in Katie Chandlers Sinne der Ewigkeit zu übergeben.
Jahr 1958: Für den zehnjährigen Baseballfan Billy Wyatt ist Chestnut Hill, eine reiche Vorstadtgegend in Philadelphia, wo seine Eltern ein Häuschen haben, der Mittelpunkt der Welt. Und die sechzehnjährige Katie Chandler ist das erste Mädchen, von dem er träumt: Sie soll auf den Jungen aufpassen, macht mit ihrem Schützling aber lieber Spritztouren an den Strand von New Jersey, zeigt ihm wie man richtig raucht und erläutert welche Jungs wirklich von Mädchen gemocht werden.
Im Jahr 1964 ist Billy 16 und Katie 22; nach der Beerdigung seines Vaters, der durch einen Autounfall bei einer Geschäftsreise umgekommen ist, bringt sie den Jungen auf andere Gedanken. Durch den Tod seines Vaters gibt Billy Wyatt seine hoffnungsvoll beginnende Karriere als Baseballspieler auf, obwohl Bud Scott ihn für diese Saison als Nachwuchsspieler in seinem Trainingscamp haben wollte. Billy und Katie verabschieden sich, da Katie nach Europa geht, um dort zu heiraten.
Billy erkennt die negativen Schnittpunkte in seinem Leben und mit welcher Beharrlichkeit Katie ihn immer wieder in die richtige Richtung gestoßen hat. Eine von Katie geschenkte Kette mit silbernem Baseball sollte Billy immer daran erinnern, wer er ist und wo seine Zukunft liegt. Er hatte diese Kette weitergegeben an eine Jugendliebe, mit der er seine ersten sexuellen Erfahrungen sammelte. Er holt sich diese Kette zurück.
Am Ende des Films streut Billy Katies Asche an einem Pier, wo die beiden ihre glücklichsten Momente hatten, in das Meer.

## Kritiken
Der Film bekam überwiegend positive Kritiken, die vor allem der Arbeit von Jodie Foster galten. Einige Kritiker spekulierten sogar, sie könnte für ihre Rolle den Oscar gewinnen (diesen bekam sie schließlich für den Film Angeklagt aus demselben Jahr).
Roger Ebert schrieb in der Chicago Sun-Times vom 26. August 1988, er würde den Film vom Anfang bis zum Ende derart „verabscheuen“, dass er sich wundere, dass ein Film so schlecht sein könne. Der Film sei pathetisch und beinhalte Klischees. Die „sensible“ Frage, warum Katie Chandler den Selbstmord begangen habe, bleibe unbeantwortet.

## Hintergründe
Die Dreharbeiten fanden zum Teil im US-Bundesstaat Pennsylvania in der Nähe von Philadelphia statt. Der Film spielte in den Kinos der USA ca. 7,47 Millionen US-Dollar ein.